# Gerd Lippold

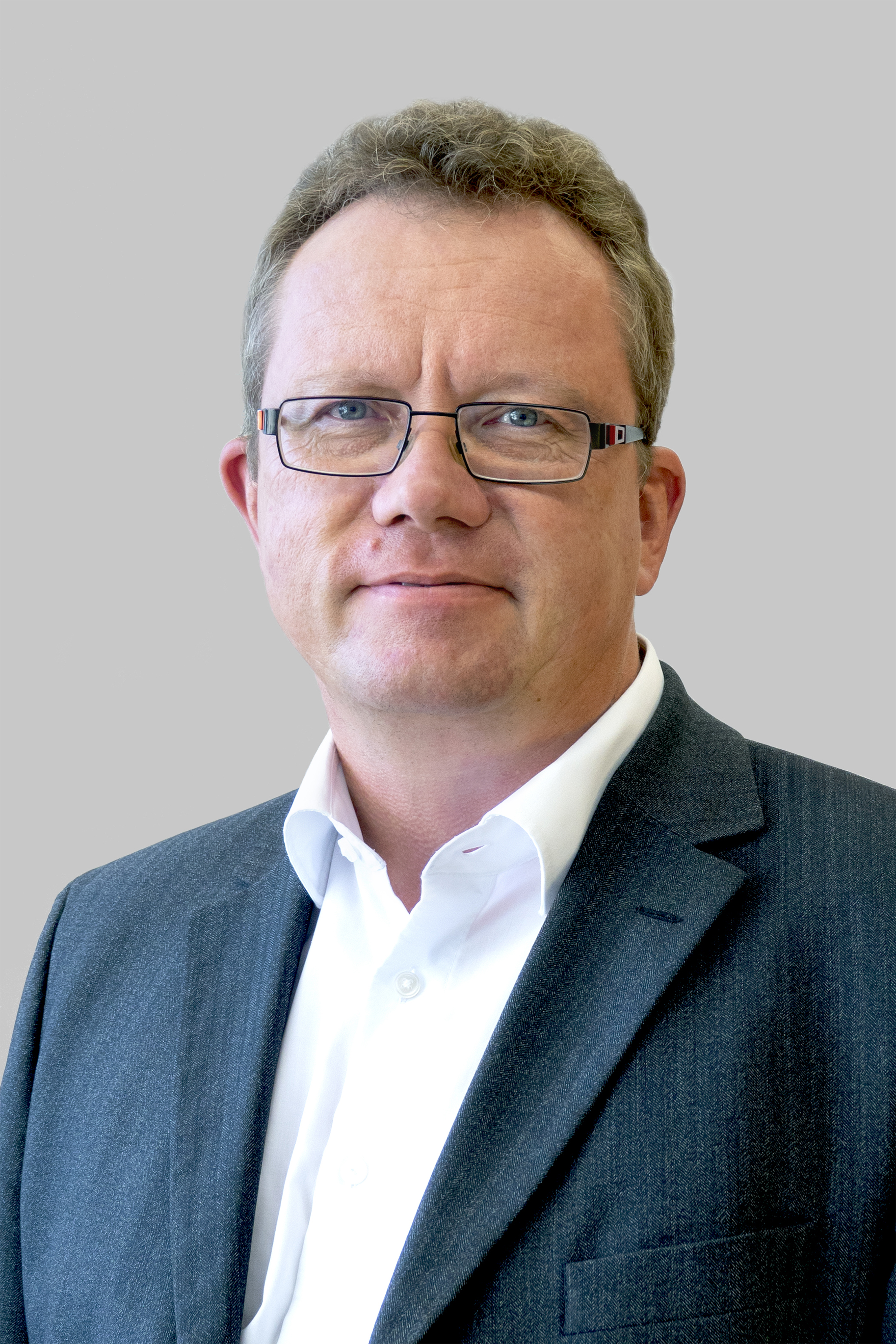
Gerd Lippold (2019)

Gerd Lippold (* 22. September 1961 in Leipzig) ist ein deutscher Politiker (Bündnis 90/Die Grünen). Von 2020 bis 2024 war er Staatssekretär im Sächsischen Staatsministerium für Energie, Klimaschutz, Umwelt und Landwirtschaft. Zuvor war er von 2014 bis 2019 Mitglied des Sächsischen Landtages.

## Leben
Nachdem er seine Schulbildung mit dem Abitur abgeschlossen und seinen Wehrdienst absolviert hatte, studierte Lippold an der Universität Leipzig im Studienfach Physik und schloss das Studium 1988 als Diplom-Physiker ab.  Er promovierte 1993 zum Thema Hall-Effekt-Untersuchungen zum DX-Zentrum im AlxGa1-xAs. 1993 bis 1998 war er wissenschaftlicher Mitarbeiter und Projektleiter an der Universität Leipzig und von 1998 bis 2000 Projektleiter am dortigen Institut für Oberflächenmodifizierung. Er wechselte 2000 in die Wirtschaft und wurde Geschäftsführer der Solarion GmbH, 2005 dann Senior Vice President, bevor er 2009 als Geschäftsführender Gesellschafter zur PSC Polysilane Chemicals GmbH ging. Unter dem Namen Dr. Gerd Lippold – INNOSUN ist er darüber hinaus als Unternehmensberater tätig.
Seit 2004 ist Lippold Mitglied der Partei Bündnis 90/Die Grünen und war von 2012 bis 2014 Sprecher der Landesarbeitsgemeinschaft „Energie und Klima“.
Gerd Lippold ist verheiratet, hat drei Töchter und ist konfessionslos.

## Politische Ämter
Lippold kandidierte bei der Landtagswahl in Sachsen 2014 als Direktkandidat im Wahlkreis Leipzig Land 1, erhielt dort 2,3 % der Stimmen, zog jedoch über Platz 8 der Landesliste von Bündnis 90/Die Grünen in den Sächsischen Landtag ein. Auch 2019 wurde er erneut über die Landesliste in den Landtag gewählt, legte sein Mandat jedoch im Januar 2020 zugunsten des Amtes als Staatssekretär im sächsischen Umweltministerium nieder. Für ihn rückte Gerhard Liebscher nach. Im Zuge der Bildung des Kabinetts Kretschmer III schied Lippold am 19. Dezember 2024 aus dem Amt des Staatssekretärs aus.
Lippold war im Landtag Mitglied im Ausschuss für Wirtschaft, Arbeit und Verkehr und stellvertretender Vorsitzender im Bewertungsausschuss. Er war Sprecher für Energie und Klimapolitik und für Wirtschafts- und Technologiepolitik sowie Tourismuspolitischer Sprecher seiner Fraktion.